# Jens Jeremies
Jens Jeremies (Görlitz, 5 maart 1974) is een voormalig Duits profvoetballer. Hij is vooral bekend vanwege zijn periode bij de Duitse topclub Bayern München.

## Clubcarrière

### Jeugd
Jeremies begon op vijfjarige leeftijd te voetballen bij het plaatselijke Motor Görlitz, een club van de spoorwegmaatschappij waar zijn beide ouders werkten. Zijn vader Günther speelde zelf in het eerste elftal. De eerste trainer van Jens, Horst Jank, kon zich later nog herinneren welke indruk hij destijds had: "'Jens was toen al een uitblinker, hij was snel en had een uitstekend spelinzicht." De grote droom van Jeremies was om ooit bij Dynamo Dresden te gaan voetballen, een van de grootste clubs van de toenmalige DDR. Destijds speelden daar twee van de beste spelers van Oost-Duitsland: Ulf Kirsten en Matthias Sammer. Na enkele jaren kreeg hij de kans om zijn droom te verwezenlijken, hij werd namelijk in 1986 opgenomen in de Sportschule van Dynamo Dresden. Daar doorliep hij de jeugdopleiding en werden hem de kleine kneepjes van het vak bijgebracht. In een dagboek hield hij zijn prestaties bij, vaak met een zelfkritische blik. Zo schreef hij onder andere: "Ik heb vandaag veel foute passes gegeven. Ik ben verantwoordelijk voor de nederlaag."

### Debuut
Gedurende het seizoen 1994/95 werd hij voor de eerste maal opgenomen in het elftal van trainer Horst Hrubesch. Zijn debuut in de Bundesliga maakte hij op 1 april 1995 in de uitwedstrijd tegen 1860 München. Hij was in de basis begonnen en mocht zelfs de 90 minuten vol maken. Dat seizoen kwam Jeremies tot tien optredens en één doelpunt, dat hij maakte tegen VfB Stuttgart. Dynamo Dresden degradeerde aan het einde van het seizoen maar Jeremies bleef in de Bundesliga spelen. Hij maakte namelijk in de zomer van 1995 voor een transfersom van 40.000 euro de overstap naar 1860 München. Zijn debuut in München ging minder voorspoedig, tijdens de openingswedstrijd tegen FC St. Pauli werd hij na 54 minuten gewisseld en in zijn tweede wedstrijd tegen VfB Stuttgart liep hij tegen een rode kaart aan. Hier zou het niet bij blijven, de middenvelder zou nog vaak in aanvaring met de scheidsrechter komen. In zijn gehele carrière kreeg "Jerry" 64 gele kaarten, drie geel-rode kaarten en één rode kaart. Ondanks het onprofessionele optreden tegen Stuttgart, kwam Jeremies wel tot 29 optredens in zijn eerste seizoen bij Die Löwen. De daaropvolgende seizoenen kwam hij respectievelijk 27 en 22 keer binnen de krijtlijnen. Na drie behoorlijk succesvolle seizoenen was Jens Jeremies definitief doorgebroken. Hij vertrok daarom in de zomer van 1998 voor een transfersom van ongeveer 800.000 euro naar de grote rivaal Bayern München.

### Succes
Ondanks de geduchte concurrentie van Duitse grootheden als Lothar Matthäus, Stefan Effenberg, Markus Babbel en Thomas Helmer, wist Jeremies ook bij Bayern een basisplaats te veroveren. Meteen tijdens zijn debuut tegen VfL Wolfsburg mocht hij opnieuw de volle 90 minuten spelen. In november maakte hij ook zijn eerste treffer voor Die Rekordmeister tegen uitgerekend zijn oude club 1860 München. Hij kende een succesvol eerste seizoen bij Bayern, waarin hij 30 competitiewedstrijden speelde en ook zijn eerste prijs won: het Duitse landskampioenschap. Na dit seizoen zouden er nog vijf landskampioenschappen volgen en won Jeremies met Bayern ook nog viermaal de DFB-Pokal. Ondanks de vele successen kende de middenvelder ook regelmatig fysieke ongemakken. In 2001 miste hij vanwege een knieoperatie de finale van Champions League tegen Valencia die door Bayern werd gewonnen. De knieoperatie was er een van de in totaal vijf die de middenvelder onderging tijdens zijn carrière. Mede daardoor kwam hij de laatste seizoenen niet meer veel aan spelen toe en kon hij niet meer rekenen op een basisplaats. Ook de grote concurrentie was hier debet aan. In 2006 besloot hij een punt achter zijn twaalfjarige loopbaan te zetten en nam hij op 32-jarige leeftijd samen met Michael Ballack en Bixente Lizarazu afscheid gedurende het uitduel tegen Borussia Dortmund.

## Interlandloopbaan
Op 15 november 1997 mocht Jeremies voor de eerste maal het witte tricot van het Duitse elftal aantrekken. Dit was tijdens de oefeninterland tegen Zuid-Afrika. Een half jaar later werd hij opgenomen in de selectie die af zou reizen richting Frankrijk voor het WK voetbal 1998. Daar mocht hij tijdens de groepswedstrijden in actie komen tegen de Verenigde Staten en Joegoslavië en speelde hij beide keren de wedstrijd uit. In de kwartfinale tegen Kroatië mocht hij opnieuw zijn opwachting maken. Het duel eindigde in een 3-0 nederlaag en daarmee waren de Duitsers uitgeschakeld.
Twee jaar later op het EK 2000 in Nederland en België was Jeremies opnieuw van de partij. Wederom kwam hij tweemaal in actie tijdens de groepsfase, tegen Roemenië en Engeland. Maar Duitsland wist niet te imponeren op het toernooi en eindigde als laatste in groep A. In 2002 beleefde "Jerry" zijn hoogtepunt op het WK voetbal 2002 in Japan en Zuid-Korea toen hij met zijn team de finale bereikte. Hij was tijdens alle wedstrijden in actie gekomen maar in de laatste wedstrijd van het toernooi wisten de Duitsers niet te winnen van Brazilië.
Het laatste toernooi waar Jeremies actief was, was het EK 2004 in Portugal. Tijdens de laatste groepswedstrijd tegen Tsjechië viel hij vier minuten voor het eindsignaal in voor zijn ploeggenoot Bastian Schweinsteiger. Niet lang daarna besloot de middenvelder een punt te zetten achter zijn interlandcarrière. Jens Jeremies kwam tot 55 optredens voor het Duitse elftal, waarin hij één keer scoorde.

## Erelijst
- Bundesliga: 1999, 2000, 2001, 2003, 2005, 2006
- DFB-Pokal: 2000, 2003, 2005, 2006
- Ligapokal: 1998, 1999, 2000, 2004
- Champions League: 2001
- Wereldbeker: 2001